# Robert Simpson (político)
Robert Simpson (3 de julio de 1923–8 de abril de 1997), conocido como Bob Simpson, fue un político unionista norirlandés.

## Biografía
Aborigen de Ballymena, Simpson estudió medicina en la Universidad Queen’s de Belfast, para luego establecerse en su propia práctica.

### Carrera política
En 1952, se afilió al Partido Unionista del Úlster (acrónimo en idioma inglés UUP) y fue seleccionado como el candidato del partido para la circunscripción de Mid Antrim. Ganó el asiento, sin oposición, en las  elecciones generales de Irlanda del Norte de 1953, y se sostuvo en cada elección a partir de entonces, sin oponentes hasta las elecciones generales de Irlanda del Norte de 1969.
Por su fuerte apoyo a las reformas de Terence O'Neill, Simpson fue nombrado brevemente como subsecretario parlamentario, en el Departamento del primer ministro, y luego como primer ministro de Relaciones con la Comunidad a fines de 1969. Renunció a la masonería y a la Orden de Orange en un intento de aparecer imparcial. En ese papel, organizó una serie de cenas de los partidos con asistentes de ambos fondos nacionalistas y unionistas, y a través de ellos desarrolló una amistad con Seamus Heaney.
Cuando Brian Faulkner pasó a primer ministro de Irlanda del Norte en 1971, Simpson fue removido de su posición ministerial, y al año siguiente, Simpson renunció al UUP. Pasó el resto de su vida escribiendo sobre medicina, agricultura y viajes, y desarrollando un arboretum y organizando el Festival de Música Ballymena.